# Limnephilus binotatus
Limnephilus binotatus – gatunek owada z rzędu chruścików i rodziny bagiennikowatych (Limnephilidae). Larwy budują przenośne domki z fragmentów detrytusu.
Gatunek euroazjatycki, nie występuje w Europie Południowej i Islandii, larwy spotykane w jeziorach i roślinności rzek. Limnefil, preferuje strefę szuwarów.
Na Pojezierzu Pomorskim licznie łowiony w jeziorach lobeliowych, najliczniej w strefie szuwarowej, obecny także w izoetydach i szuwarach z Heleocharis i Juncus, sporadycznie na dnie piaszczystym, dnie mulistym i dnie torfowym. Na Pojezierzu Mazurskim kilka larw złowiono w zanikającym, śródleśnym jeziorku k. Żabiego Rogu, w jeziorze Skonał, Wigry, Hańcza, Mamry, najczęściej wśród trzcin lub w szuwarach.
W Finlandii gatunek rzadki, występuje w jeziorach i stawach. Na Łotwie zasiedla stawy, imagines spotykane nad jeziorami raczej rzadko, najczęściej w słaboeutroficznych, eutroficznych, i eutroficzno-dystroficznych, preferuje silnie zarośnięte zamulone części. W Estonii i na Litwie imagines złowione nad eutroficznymi i ultraeutroficznymi jeziorami. W Europie Zachodniej i Środkowej sporadycznie imagines spotykane nad jeziorami. W Niemczech występuje w strefie limnalu i wodach torfowiskowych. Na Krymie liczny i ekologicznie plastyczny gatunek, występujący w wielu typach wód strefy górskiej, zaadaptowany do życia w wysychających wodach, preferuje zbiorniki śródleśne.